# Маний Папирий Красс
Маний Папирий Красс (лат. Manius Papirius Crassus; V век до н. э.) — римский политический деятель из патрицианского рода Папириев, консул 441 года до н. э.
Коллегой Мания Папирия по консульству был Гай Фурий Пацил Фуз. Войны в течение 441 года до н. э. не велись. Народный трибун Петелий пытался добиться от консулов доклада о том, как наделяются землёй плебеи, и назначения выборов на следующий год военных трибунов, но потерпел неудачу.
О судьбе Мания Папирия после истечения его полномочий ничего не известно.